# Abacetus abacillus
Abacetus abacillus is een keversoort uit de familie van de loopkevers (Carabidae). De wetenschappelijke naam van de soort werd in 1898 gepubliceerd door Hermann Julius Kolbe.